# Lipstick Traces : Une histoire secrète du vingtième siècle
Lipstick Traces : Une histoire secrète du vingtième siècle est la traduction française, parue en 1998, d'un essai du rock critique américain Greil Marcus (Lipstick Traces: A Secret History of the 20th Century) publié aux États-Unis en 1989.

## Description
Cet essai examine la musique et l'art populaire sous l'angle d'une critique sociale de la culture occidentale,. 
Il couvre les mouvements artistiques d'avant-garde du 20e siècle comme le dadaïsme, l'Internationale lettriste, l'Internationale situationniste et leur influence sur la contre-culture de la fin du XXe siècle, ainsi que l'histoire des Sex Pistols et du mouvement punk. « Ce livre ne prétend pas être une histoire des mouvements qu'il aborde, écrit l'auteur. Les événements du Free Speech Movement à l'université de Californie à Berkeley en 1964 formaient un standard sur lequel je me suis appuyé pour étudier le présent et ce qui a précédé. » 
Une « bande-son » de Lipstick Traces, regroupant de nombreuses chansons référencées dans le livre, a été compilée par Rough Trade Records en 1993.
Le nom Lipstick Traces vient de la chanson Don't Look Down d'Iggy Pop sur l'album New Values sorti en 1979, dont la phrase « Les traces de rouge à lèvres restent sur son nom » fait référence à une visite d'Iggy Pop à la tombe de Rudolph Valentino. 
Cet essai a été adapté en 1999 pour le théâtre par Rude Mechanicals (Rude Mechs) à Austin, au Texas. La pièce a ensuite été jouée à travers les États-Unis, y compris Off-Broadway en 2001, et à Salzbourg en Autriche. En 2005, la pièce a intégré les archives de littérature dramatique de la New York Public Library.

## Parution
- Traduit de l'américain par Guillaume Godard.
  - 1998 : Éditions Éditions Allia, 560 pages ;  (ISBN 979-10-304-0860-7)
  - 2000 : Éditions Folio (no 80), 608 pages ;  (ISBN 9782070410774)